# Valle de Oro (Foz)
Valle de Oro (llamada oficialmente Santo Acisclo do Valadouro) es una parroquia española del municipio de Foz, en la provincia de Lugo, Galicia.

## Otras denominaciones
La parroquia también es conocida por los nombres de San Acisclo del Valle de Oro y San Acisclo de Valadouro.

## Organización territorial
La parroquia está formada por cinco entidades de población:
- Abidueiras (As Abidueiras)
- Martín
- Ponte (A Ponte)
- Raúlfe
- Valmaior

## Demografía
| Gráfica de evolución demográfica de Valle de Oro entre 2000 y 2019 |
|                                                                    |
| Datos según el nomenclátor publicado por el INE.                   |